# 前額異齒䲁
前額異齒䲁（學名：Ecsenius opsifrontalis），又稱前額無鬚䲁，為輻鰭魚綱鳚形目䲁科異齒䲁屬的一種，分布於太平洋密克羅尼西亞、吉爾伯特群島、羅圖馬島、薩摩亞海域，深度1至35公尺，本魚體延長，稍側扁，似圓柱狀；頭鈍短。前鼻孔具一鼻鬚；無眼上鬚及頸鬚，後犬齒，兩側各一個，側線無垂直孔對，背鰭硬棘12枚、背鰭軟條12-14枚、臀鰭硬棘2枚、臀鰭軟條14-16枚，體長可達5公分，棲息在珊瑚生長茂盛的潟湖及臨海礁石區，雌魚產附著性卵，雄魚有護卵行為，幼魚為浮游性，生活習性不明。